# Hydrotaea ponti
Hydrotaea ponti este o specie de muște din genul Hydrotaea, familia Muscidae, descrisă de John Richard Vockeroth în anul 1995. Conform Catalogue of Life specia Hydrotaea ponti nu are subspecii cunoscute.